# Escobillas
Escobillas är en ort i Mexiko.   Den ligger i kommunen Epazoyucan och delstaten Hidalgo, i den sydöstra delen av landet, 80 km nordost om huvudstaden Mexico City. Escobillas ligger 2 637 meter över havet och antalet invånare är 208.
Terrängen runt Escobillas är kuperad norrut, men söderut är den platt. Runt Escobillas är det ganska tätbefolkat, med 80 invånare per kvadratkilometer. Närmaste större samhälle är Pachuca de Soto, 18,7 km nordväst om Escobillas. Trakten runt Escobillas består till största delen av jordbruksmark.